# Дуза
Дуза́ (фр. Douzat) — коммуна во Франции, находится в регионе Пуату — Шаранта. Департамент — Шаранта. Входит в состав кантона Йерсак. Округ коммуны — Ангулем.
Код INSEE коммуны — 16121.
Коммуна расположена приблизительно в 400 км к юго-западу от Парижа, в 100 км южнее Пуатье, в 15 км к северо-западу от Ангулема.

## История
Коммуна была образована в 1793 году, и до 1801 года носила название Дузак (фр. Douzac).

## Население
Население коммуны на 2008 год составляло 386 человек.
| 1962 | 1968 | 1975 | 1982 | 1990 | 1999 | 2008 |
| ---- | ---- | ---- | ---- | ---- | ---- | ---- |
| 303  | 322  | 303  | 332  | 367  | 343  | 386  |

## Экономика
В 2007 году среди 238 человек в трудоспособном возрасте (15—64 лет) 181 были экономически активными, 57 — неактивными (показатель активности — 76,1 %, в 1999 году было 70,7 %). Из 181 активных работали 164 человека (82 мужчины и 82 женщины), безработных было 17 (4 мужчины и 13 женщин). Среди 57 неактивных 12 человек были учениками или студентами, 26 — пенсионерами, 19 были неактивными по другим причинам.

## Фотогалерея

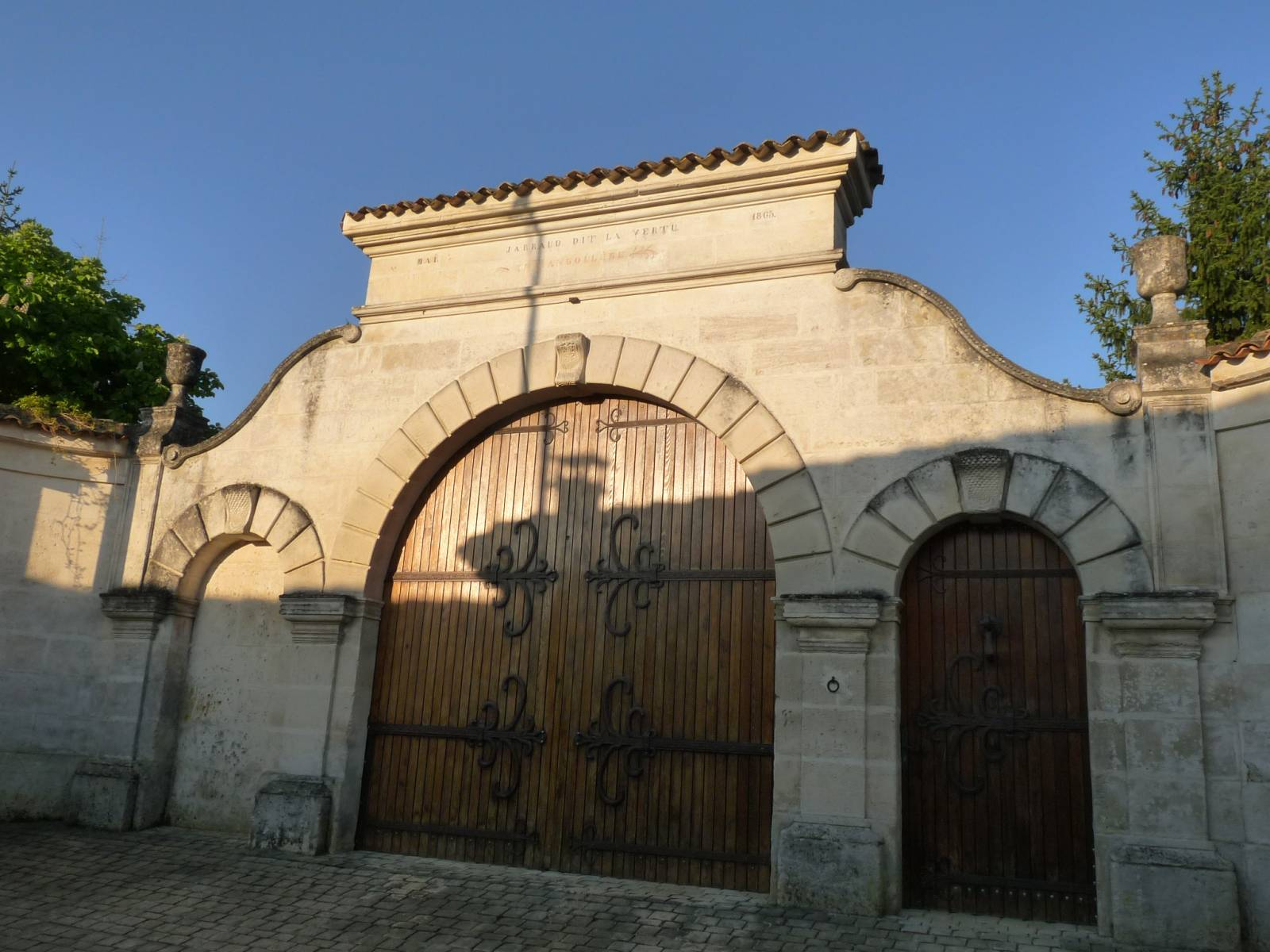
Ворота
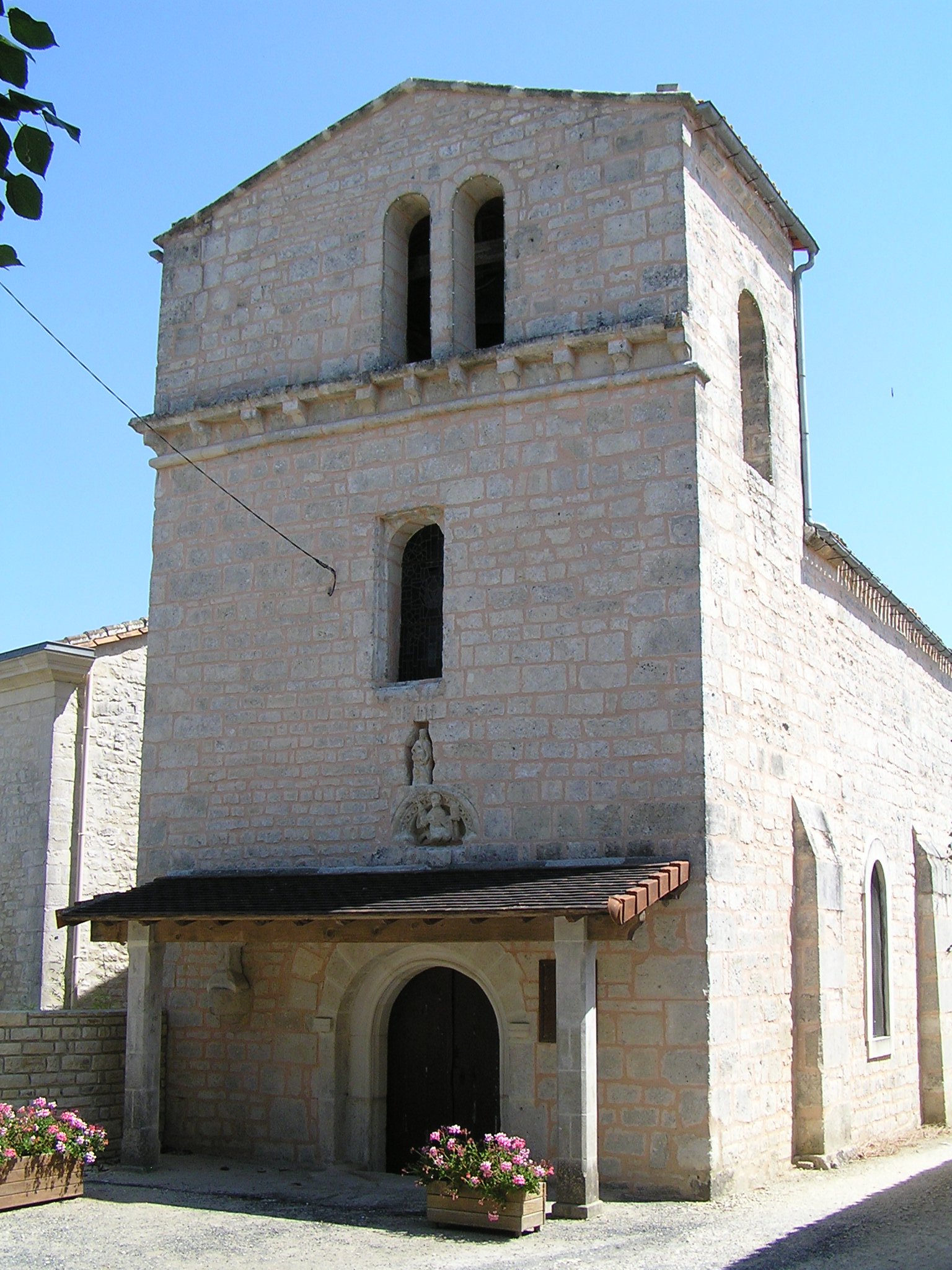
Церковь Нотр-Дам
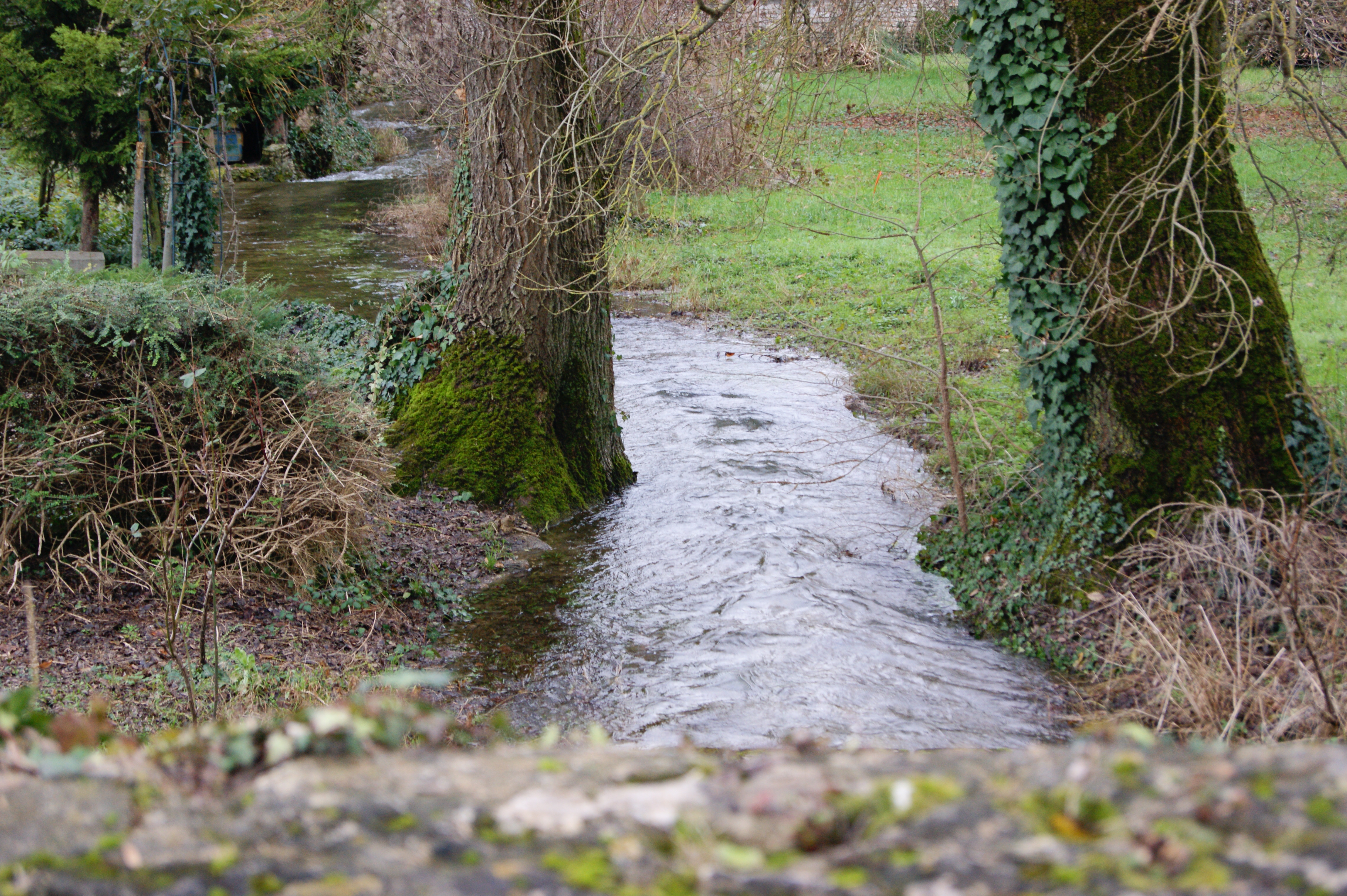
Ручей